# مقاطعة ستيلواتر (مونتانا)
مقاطعة ستيلواتر (بالإنجليزية: Stillwater County) هي إحدى مقاطعات ولاية مونتانا في الولايات المتحدة الأمريكية.